# St. Peter und Paul (Osijek)

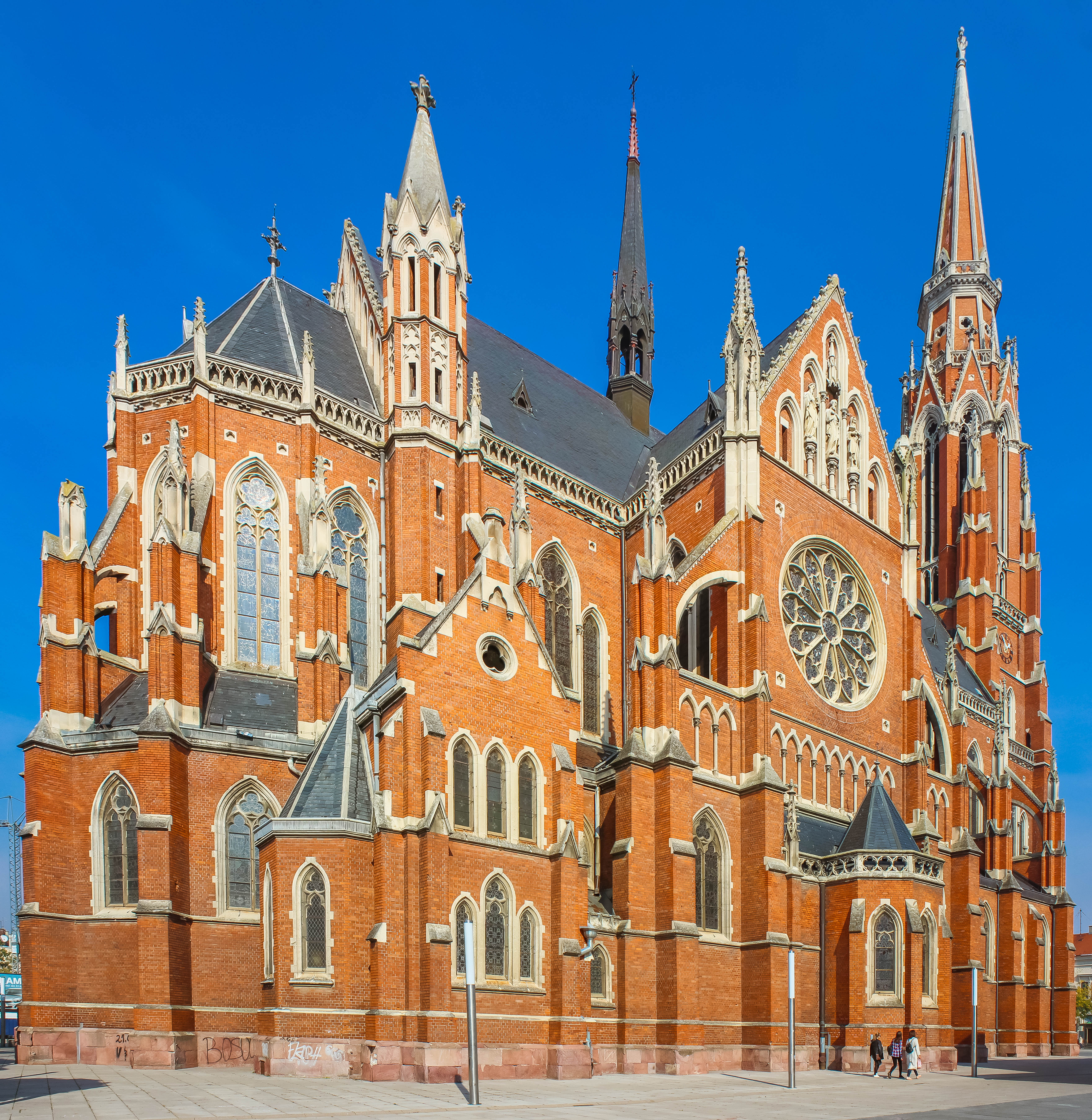
St. Peter und Paul in Osijek

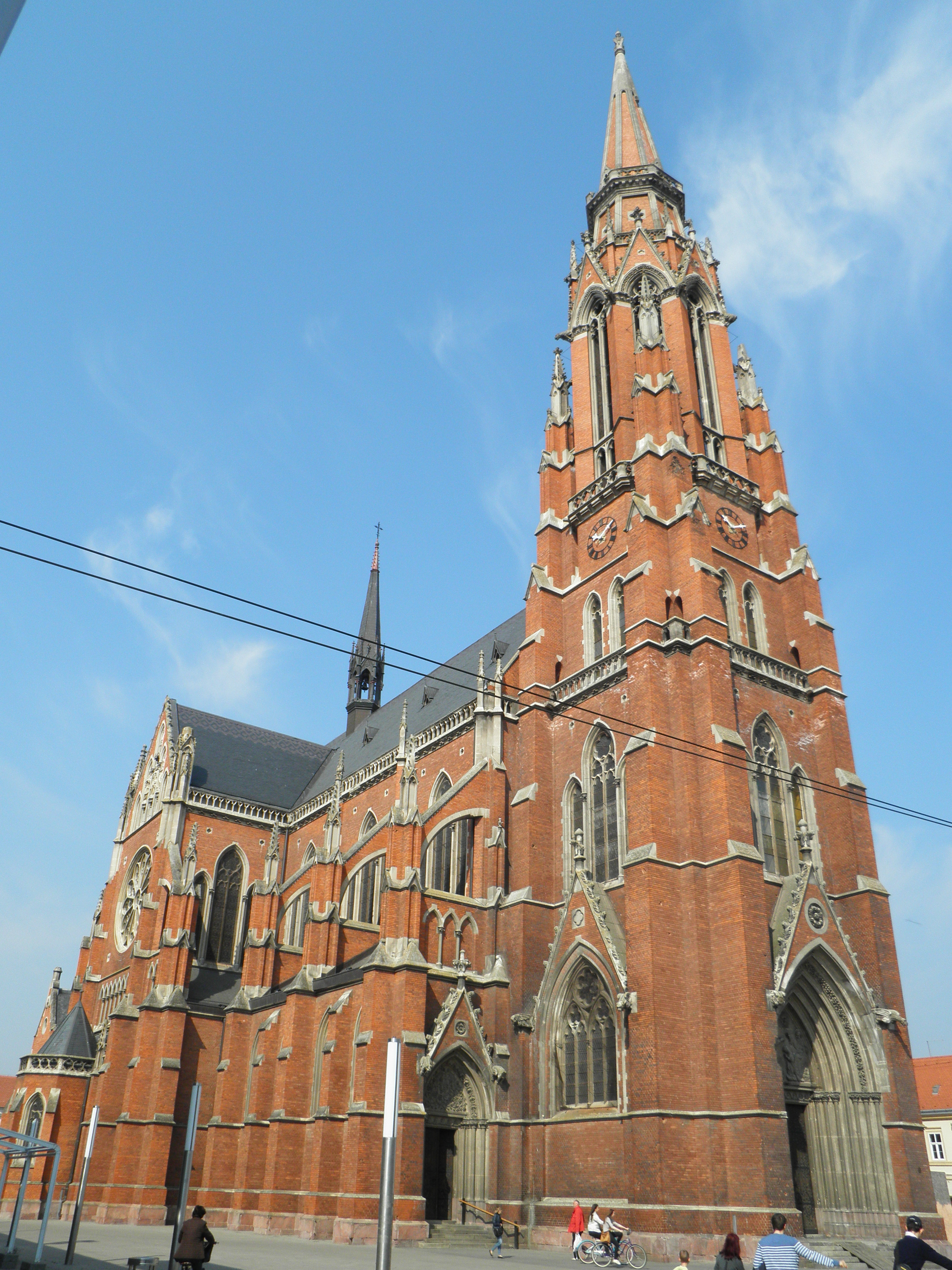
Turmansicht

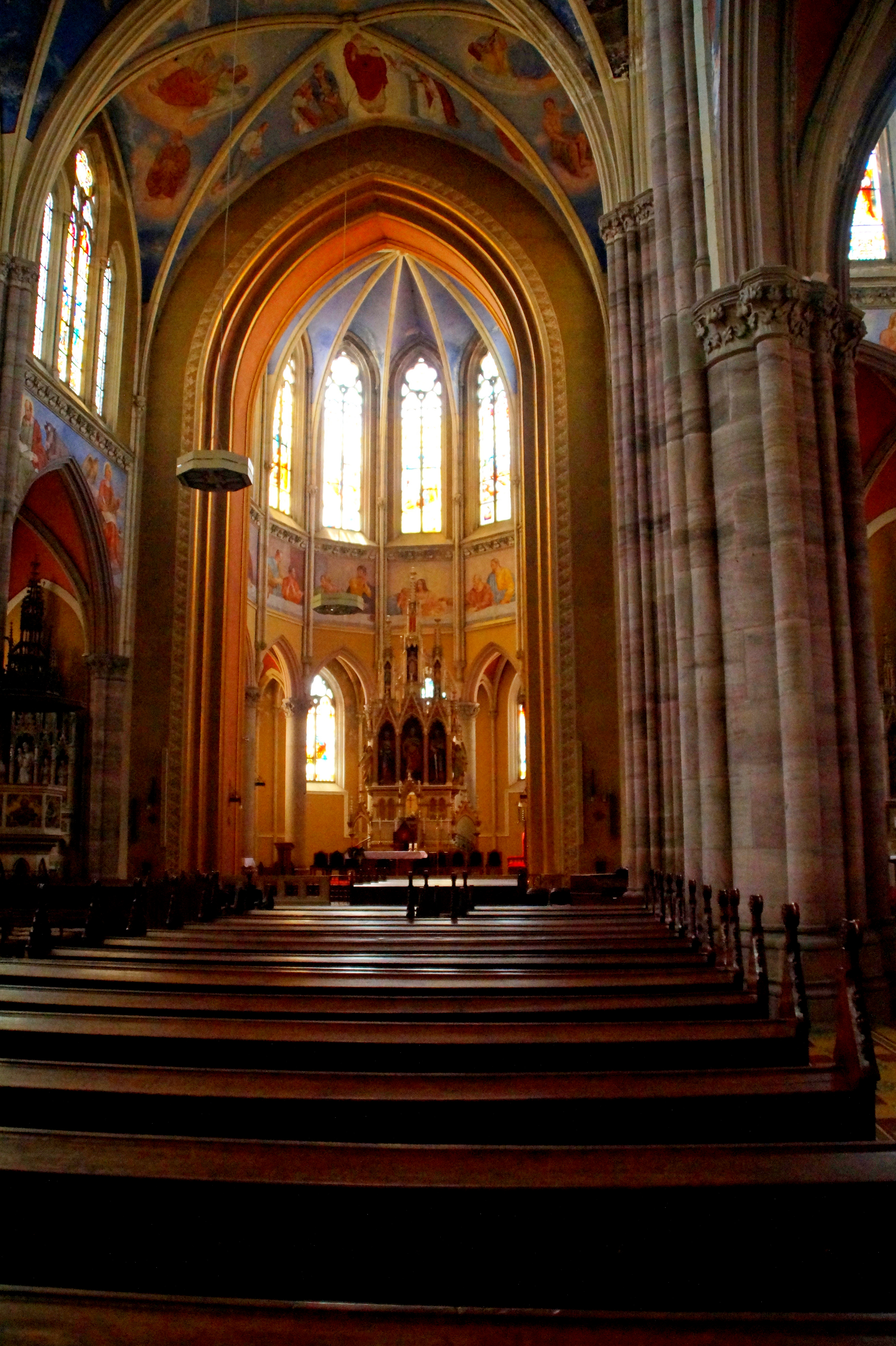
Innenraum

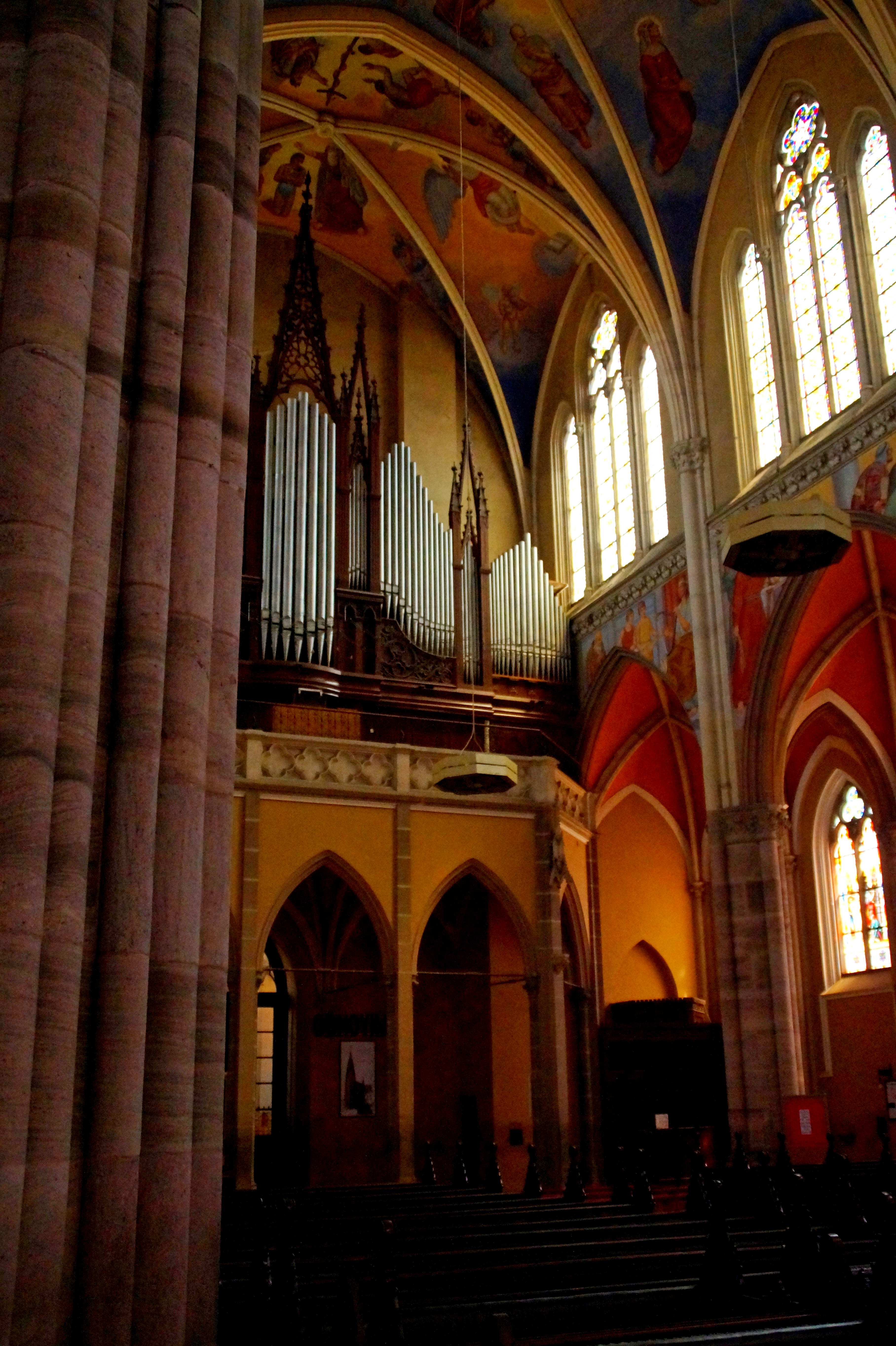
Orgel

St. Peter und Paul (kroatisch: Konkatedrala Sv. Petra i Pavla) ist die römisch-katholische Pfarrkirche und Konkathedrale von Osijek (deutsch: Essegg oder Essek) in Kroatien.

## Geschichte
An der Stelle der heutigen neugotischen Kirche St. Peter und Paul befand sich seit 1732 die Oberstädter Pfarrkirche. Der aus Osijek gebürtige Bischof von Đakovo, Joseph Georg Strossmayer, betrieb bereits ab 1866 das Projekt für einen repräsentativen Neubau anstelle der barocken Pfarrkirche. Erst mit dem Amtsantritt des neuen Pfarrers Josip Horvat konkretisierten sich die Planungen, so dass 1892 ein Wettbewerb für Entwürfe zum Kirchenneubau ausgeschrieben wurde. Das Preisgericht, bestehend aus dem Wiener Dombaumeister Julius Hermann (1848–1908) sowie Victor Luntz und Ludwig Wächtler (1842–1916), entschied sich unter den 32 eingereichten Projekten für das des deutschen Architekten Gerhard Franz Langenberg. Nach Abbruch der bestehenden Kirche im Jahr 1894 erfolgte am 7. Oktober 1894 durch Bischof Stroßmayer die feierliche Grundsteinlegung. Nach dem Tod Langenbergs am 21. Februar 1895 übernahm Richard Jordan aus Wien am 13. April 1895 die Leitung des Bauwerks, die Ausführung lag in den Händen des k.u.k. Hofbaumeisters Josef Schmalzhofer. Bis zum 29. August 1896 waren die Umfassungsmauern vollendet, so dass am 11. November 1896 mit der Einwölbung der Kirche begonnen wurde, zunächst der Sakristeien und der beiden Seitenschiffe, sowie am 10. April 1897 des Hauptschiffes. Mit dem Aufsetzen der Kreuzblume am 4. Juni 1897 war der Kirchenbau im Wesentlichen abgeschlossen. Am 20. Mai 1900 vollzog Bischof Stroßmayer die feierliche Weihe.
Während der Jugoslawienkriege wurde die Kirche 1991 durch Raketenbeschuss beschädigt. Mit der Gründung des Erzbistums Đakovo-Osijek am 18. Juni 2008 erhielt sie die Funktion einer Konkathedrale.

## Architektur
Die St.-Peter-und-Paul-Kirche von Osijek stellt das Hauptwerk im Œuvre Langenbergs dar. Nach seinen Plänen entstand eine gewestete, aufwendig in Backstein mit Werksteinelementen errichtete dreischiffige Querhausbasilika mit polygonalem Chorschluss mit kapellenlosem Umgang und vorgesetztem Ostturm. Der von einem offenen Strebewerk getragene Obergaden besitzt dreiteilige Maßwerkfenstergruppen, die Querhausfassaden Fensterrosen. Der Turmbau geht über ein Zwischengeschoss in das von einem Steilhelm bekrönte schlanke Oktogongeschoss mit begleitenden Fialentürmen über. Der Aufbau, namentlich mit dem in sich gestaffelten Uhrengeschoss, lehnt sich deutlich an den Freiburger Münsterturm an.
Das Hauptportal zeigt im Tympanon das Relief der Krönung Mariens, der Giebel der nördlichen Querhausfassade drei Statuen der hl. Anna zwischen der hl. Agnes und der hl. Katharina, der Giebel der südlichen Querschifffassade des hl. Elias, des Patrons des Bistums, und der heiligen Slawenapostel Cyrill und Method.

## Ausstattung
Die St.-Peter-und-Paul-Kirche hat weitgehend ihre bauzeitliche Ausstattung bewahrt. Nach den Entwürfen Langenbergs schuf der k.u.k. Hofbildhauer Eduard Hauser (1840–1915) den Hauptaltar mit den Statuen von Christus und den Aposteln Petrus und Paulus, den Marien- und Theresenaltar sowie den Josephs- und Kreuzaltar.
Die ursprüngliche Orgel der Firma Johannes Klais Orgelbau wurde 1933 von Hans Mauracher auf 62 Register, verteilt auf drei Manuale und Pedal, erweitert. 2022 erfolgte ein technischer Neubau im alten Gehäuse unter Wiederverwendung etlicher alter Register durch Anton Škrabl in Rogaška Slatina in Slowenien.
Bei ihrer Fertigstellung erhielt die Kirche ein Geläut aus vier Glocken der Glockengießerei Samassa in Ljubljana.